# Brittany Curran
Brittany Elizabeth Curran (Boston, 2 juni 1990) is een Amerikaanse actrice.

## Biografie
Curran werd geboren in Boston en groeide op in Norfolk County (Massachusetts), Barnstable en Cape Cod. Als kind nam zij al deel aan toneelvoorstellingen en nam lessen in ballet , jazzballet, tapdansen en het spelen van de viool. 
Curran begon in 2001 als jeugdactrice in de televisieserie MADtv, waarna zij nog meerdere rollen speelde in televisieseries en films. In 2011 werd Curran genomineerd voor een Young Artist Awards voor haar rol in de televisieserie Men of a Certain Age in de categorie Beste Optreden door een Jeugdactrice in een Televisieserie. 

## Filmografie

### Films
Uitgezonderd korte films
- 2020 Captured - als Julie
- 2018 Cats and Peachtopia - als geit (stem)
- 2017 The Man from Earth: Holocene - als Tara
- 2015 Double Daddy - als Heather
- 2015 Exeter - als Reign
- 2014 Dear White People - als Sofia Fletcher
- 2009 Legally Blondes - als Tiffany
- 2008 The Adventures of Food Boy - als Shelby
- 2008 Dog Gone - als Lilly
- 2008 The Uninvited - als Helena
- 2007 The Haunting Hour: Don't Think About It - als Priscilla Wright
- 2007 Mr Robinson's Driving School - als Missy
- 2007 Zip - als Natalie
- 2006 Monster House - als Jenny (stem)
- 2006 Akeelah and the Bee - als spelster
- 2005 Go Figure - als Pamela
- 2004 13 Going on 30 - als Six Chick

### Televisieseries
Uitgezonderd eenmalige gastrollen.
- 2020-2021 FraXtur - als Aria Campbell - 8 afl.
- 2017-2020 The Magicians - als Fen - 42 afl.
- 2013-2018 Chicago Fire - als Katie Nolan - 9 afl.
- 2013-2014 Twisted - als Phoebe Daly - 10 afl.
- 2009-2011 Men of a Certain Age - als Lucy - 13 afl.
- 2007 The Suite Life of Zack & Cody - als Chelsea - 3 afl.
- 2007 Yay Me! Starring London Tipton - als Chelsea Brimmer - ? afl.

- Biblioteca Nacional de España: XX5019227
- International Standard Name Identifier: 0000 0001 0766 6698
- Library of Congress Control Number: no2013086211
- Virtual International Authority File: 160367589
- WorldCat: E39PBJxH4fmdXJpHd8xMKY3hHC